# Содэгарами
Содэгарами (яп. 袖搦) — японское древковое оружие, классифицируемое как боевой багор. Предназначалось для поимки преступников.

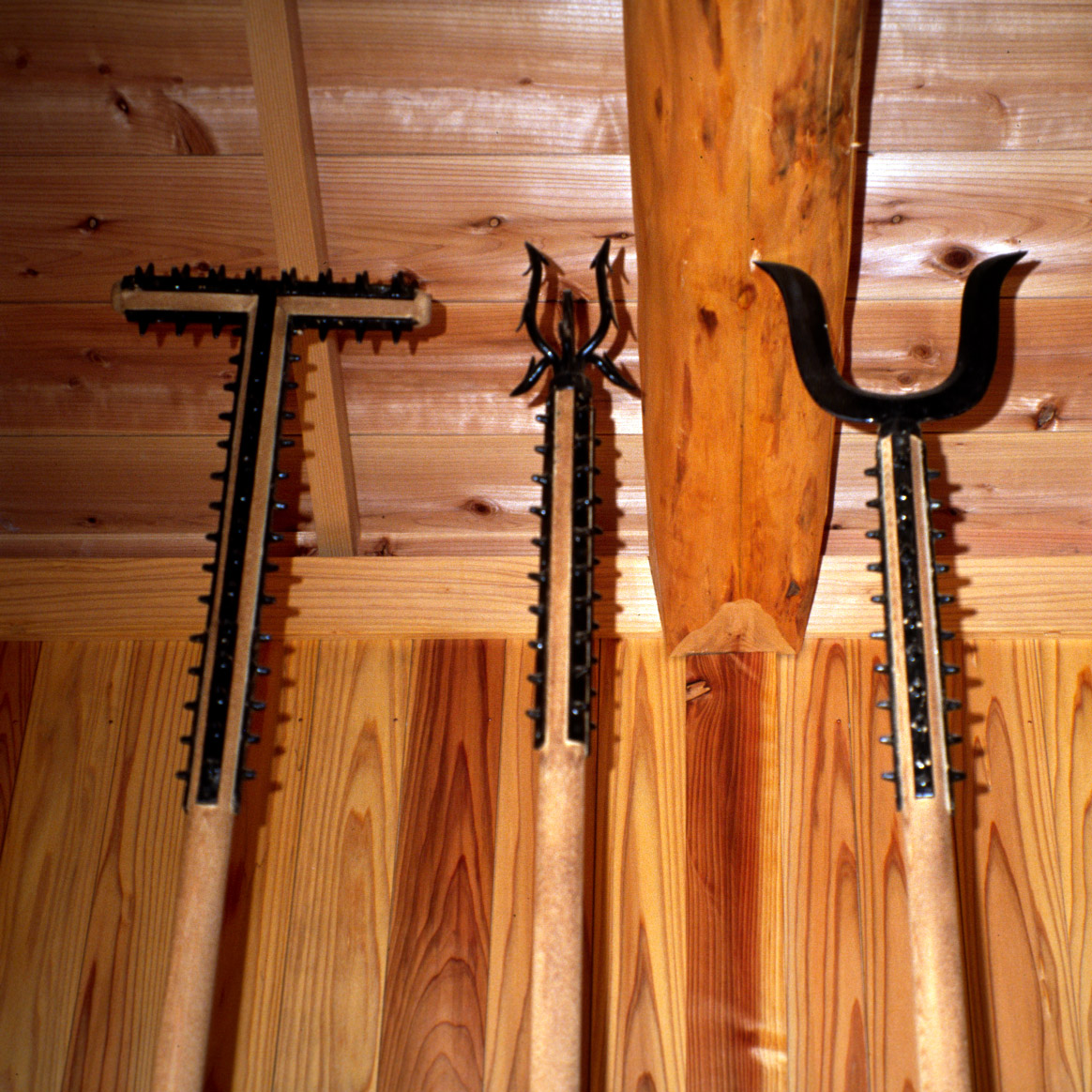
Цукубо, содэгарами, сасумата

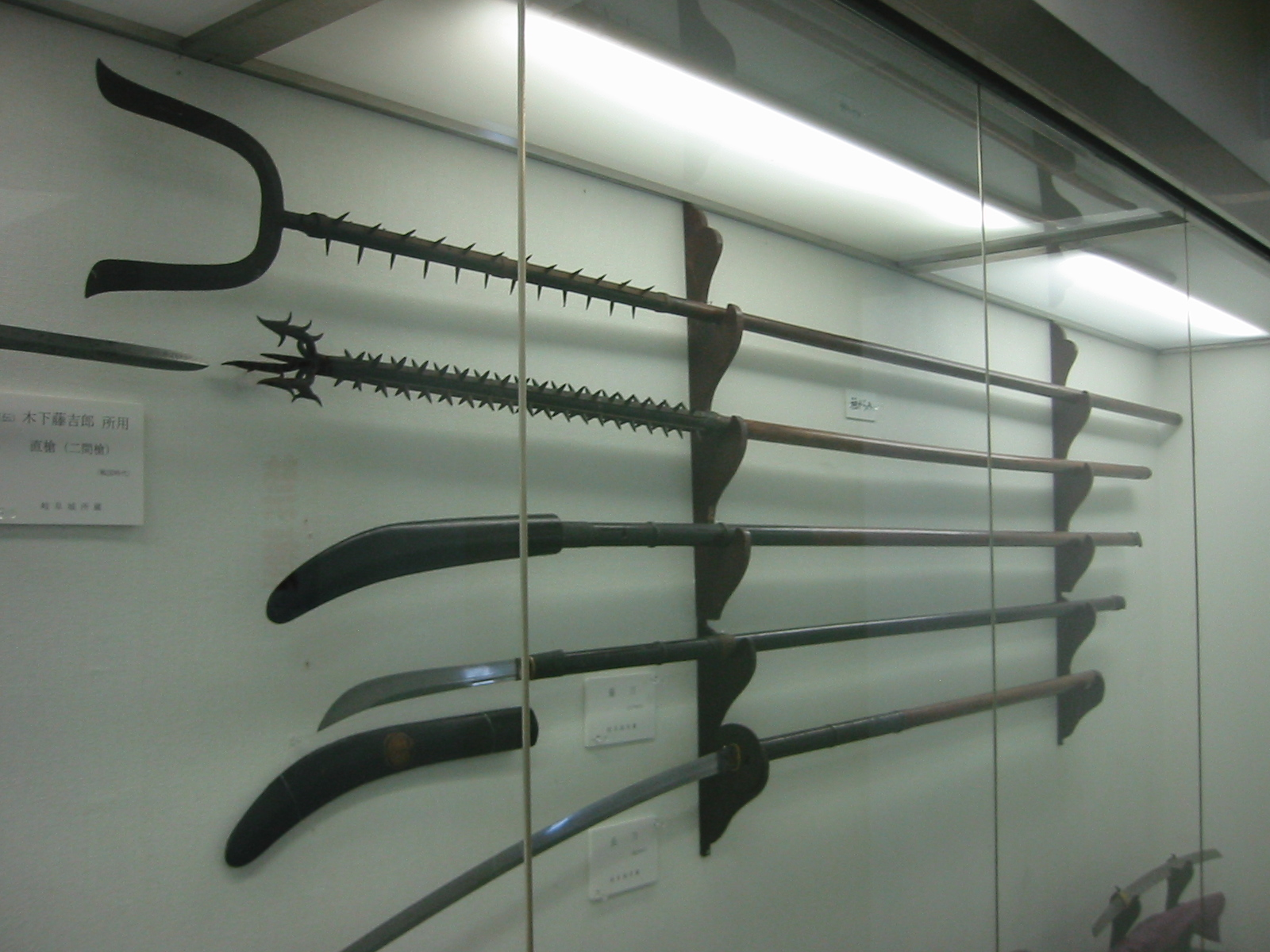
Сасумата, содэгарами, две нагинаты, нагамаки

На рукояти около 2 метров закреплялся наконечник с многочисленными шипами, направленными вперёд и назад. Также на древке у наконечника располагался ряд шипов, препятствующих противнику ухватиться за него.

## История
Вероятно, содэгарами является развитием длиннодревкового оружия ягара-могара, использовавшегося в военном флоте. Оружие отслеживается до китайского лан сянь , бытовавшего при династии Мин, используемого для обороны от японских пиратов.
Содэгарами (букв. «запутыватель рукавов») использовалось полицией Эдо для поимки преступников. Им старались запутать одежду преступника, чтобы потом его легче было обезоружить и поймать. Содэгарами вместе с сасуматой и цукубо составляли вооружение полиции Эдо.